# Kerekesfalva
Kerekesfalva (Rotărești), település Romániában, a Partiumban, Bihar megyében.

## Fekvése
Magyarcsékétől délkeletre, Belényestől északnyugatra, Csékehodos és Hegyes közt fekvő település.

## Története
Kerekesfalva nevét 1508-ban említette először oklevél Kerekesfalwa néven. 
1692-ben Kerekes falua, 1808-ban Rotarest, 1913-ban Kerekesfalva néven írták.  
1851-ben Fényes Elek írta a településről:
Bihar vármegyében, hegyes, erdős vidéken: 218 óhitü lakossal, s anyatemplommal; mellynek belseje a legbotrányosabb s pajkosabb modorban van kifestve ... Patakja a Hollód. Földesura Dobsa Sámuel.
1910-ben 353 lakosából 3 magyar, 350 román volt. Ebből 19 görögkatolikus, 331 ortodox volt.
A trianoni békeszerződés előtt Bihar vármegye Magyarcsékei járásához tartozott.

## Hivatkozások

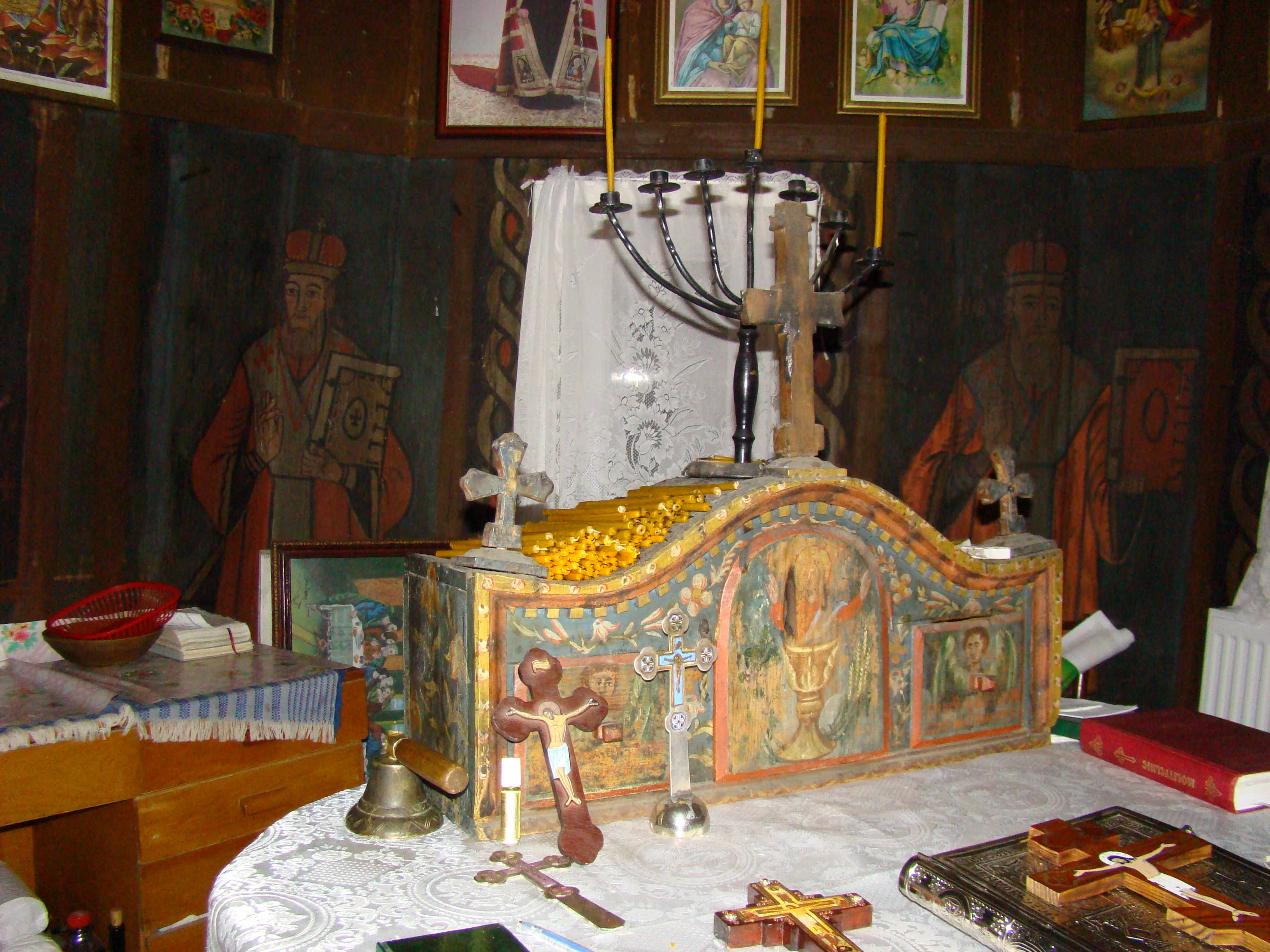
Kerekesfalva, Görögkeleti templombelső

## Galéria

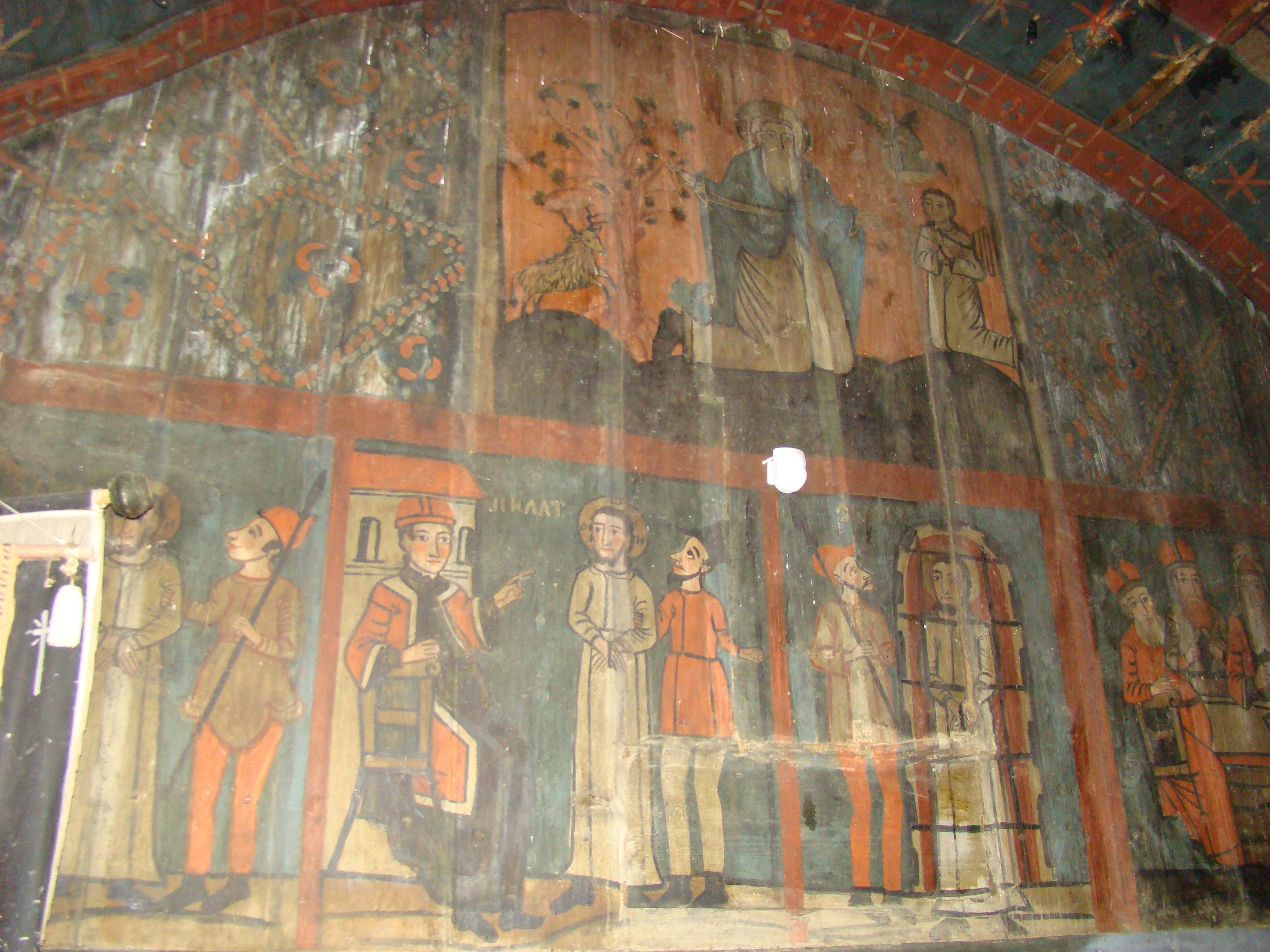
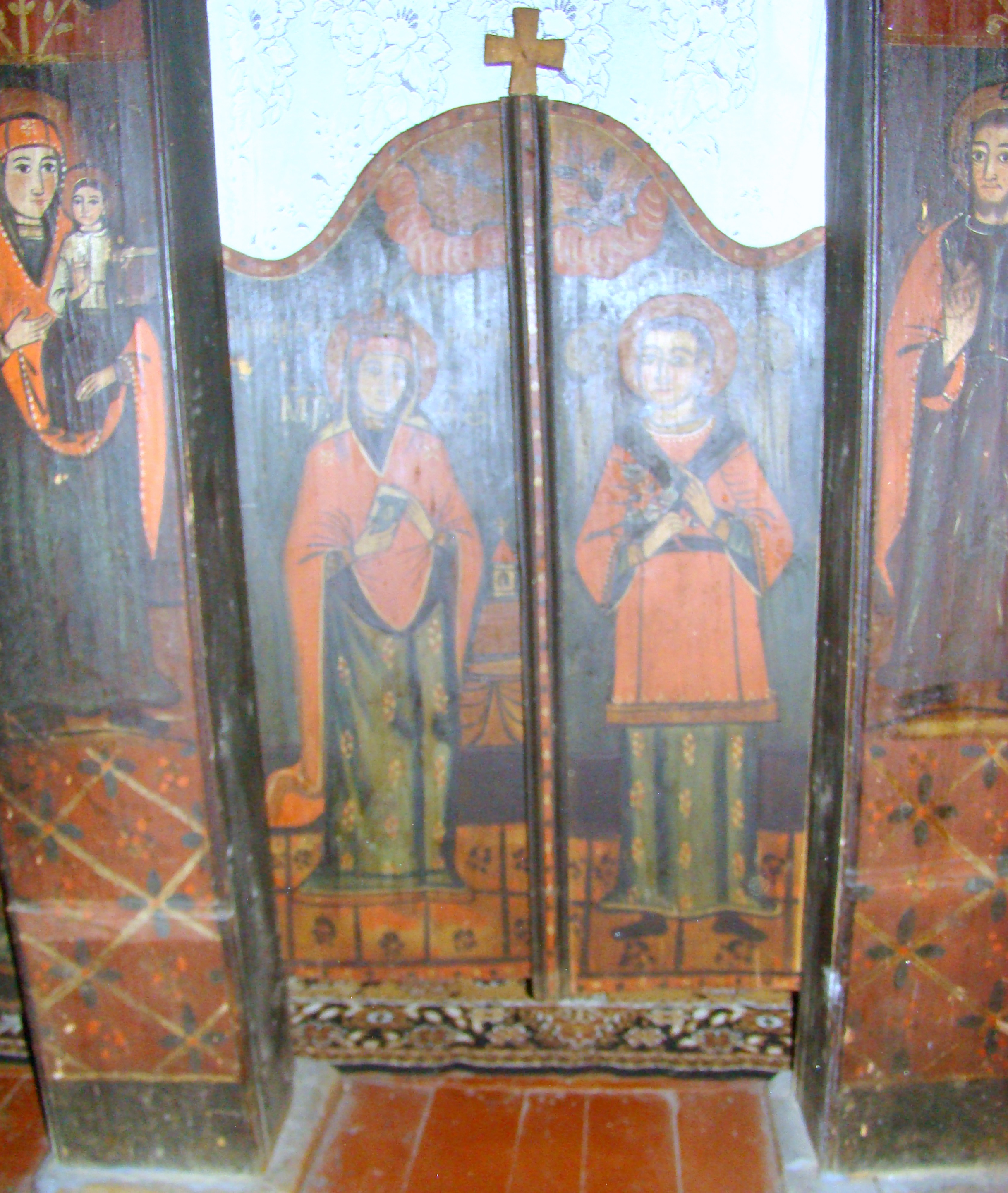
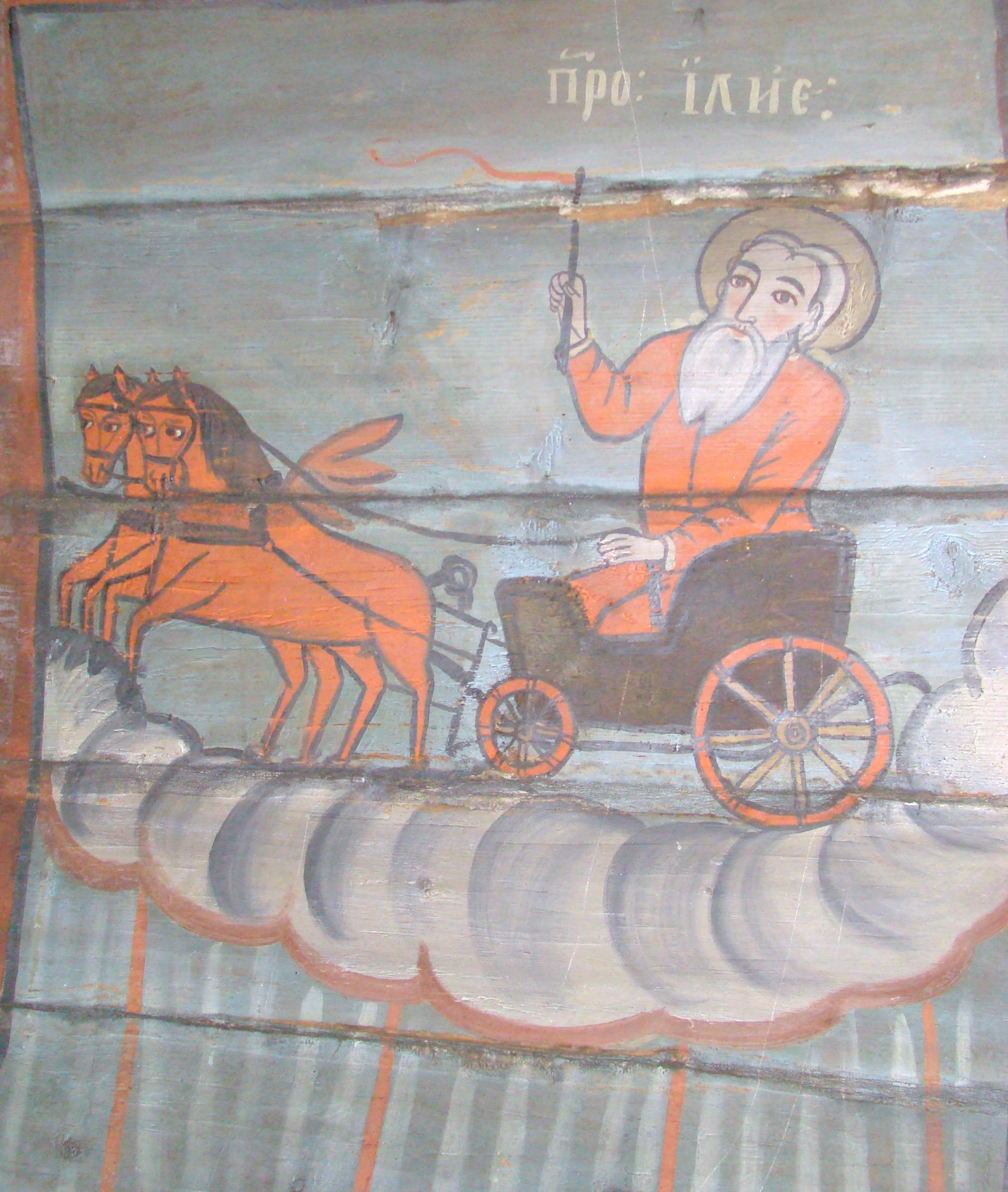
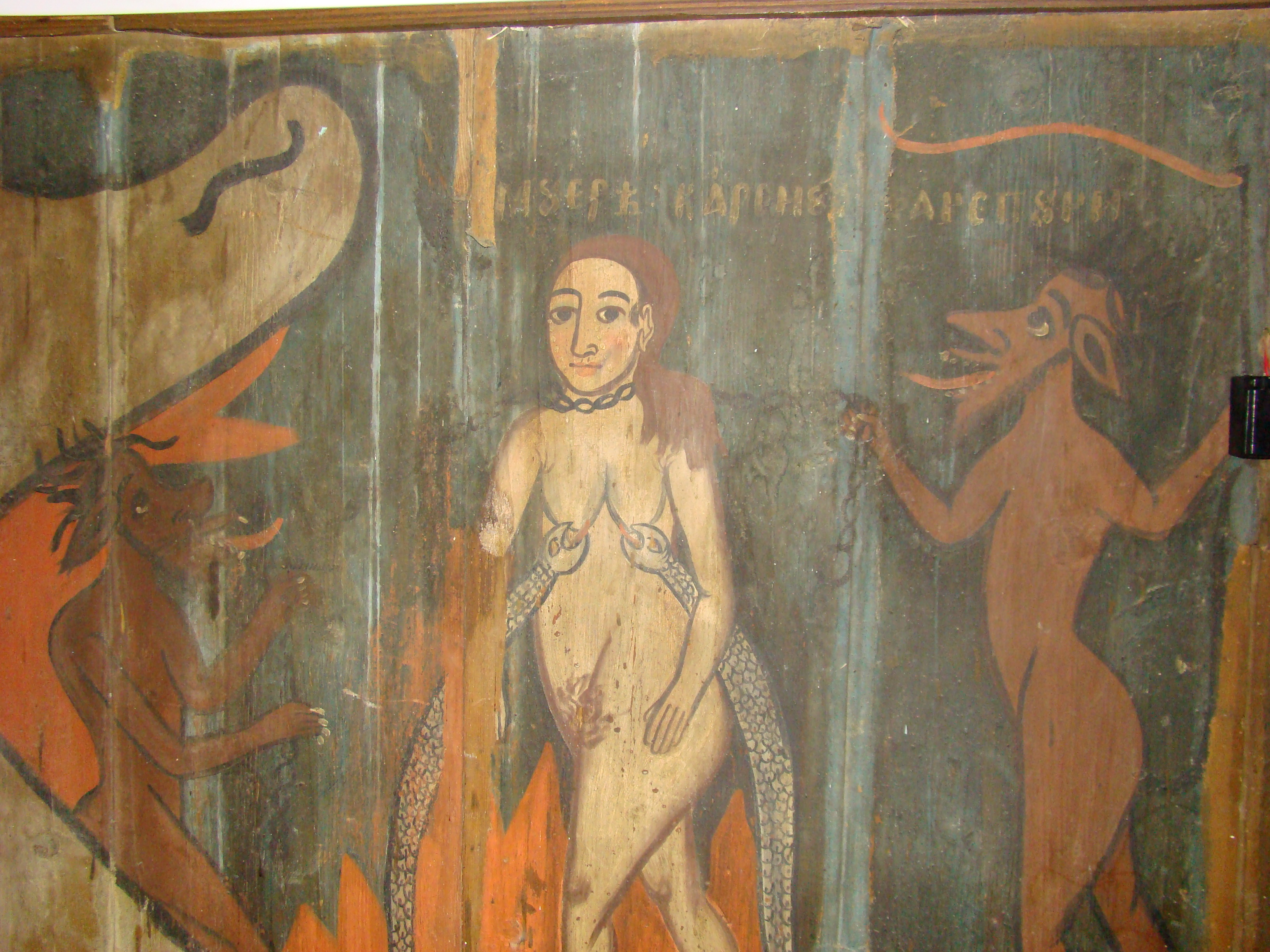
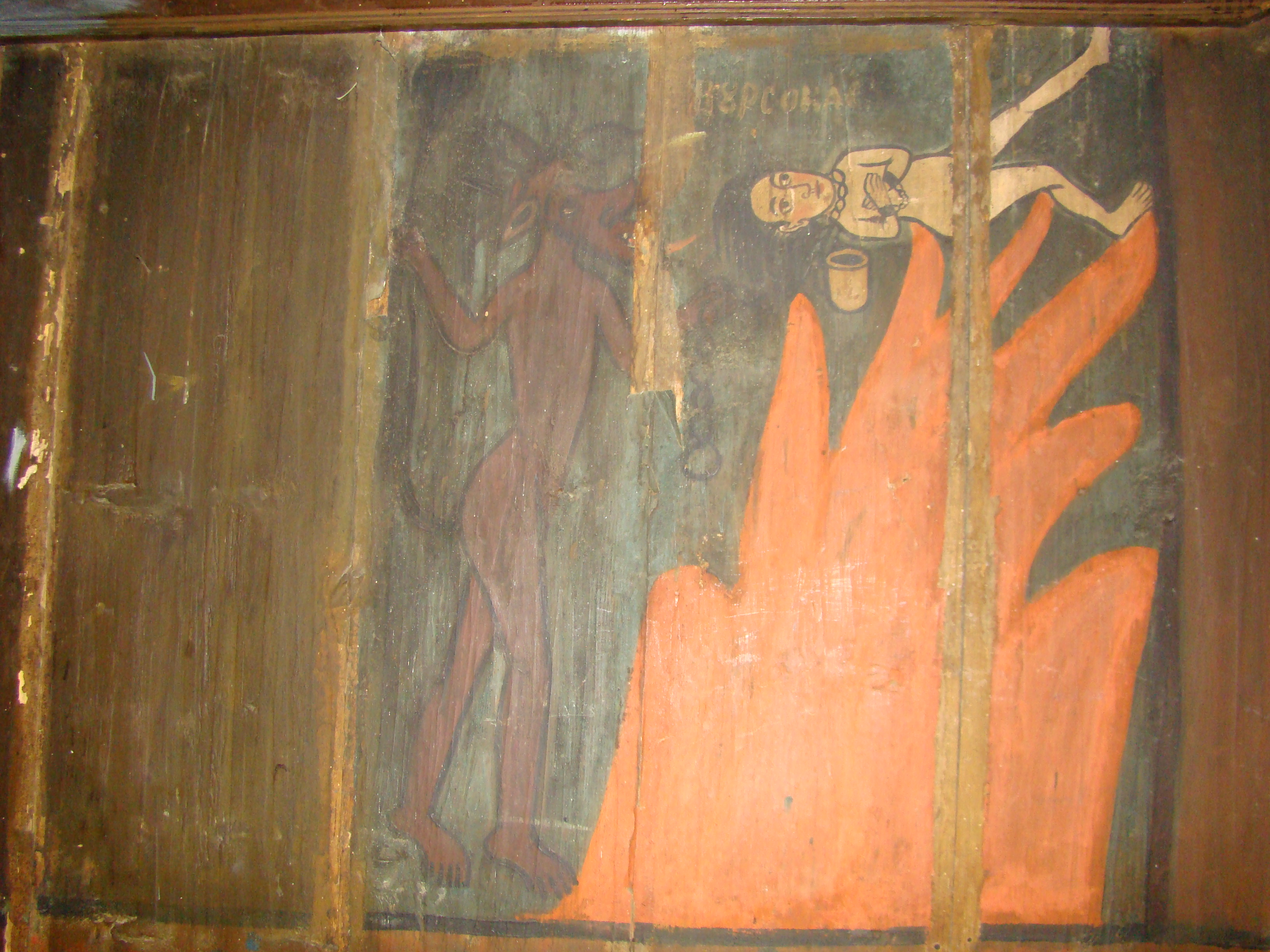
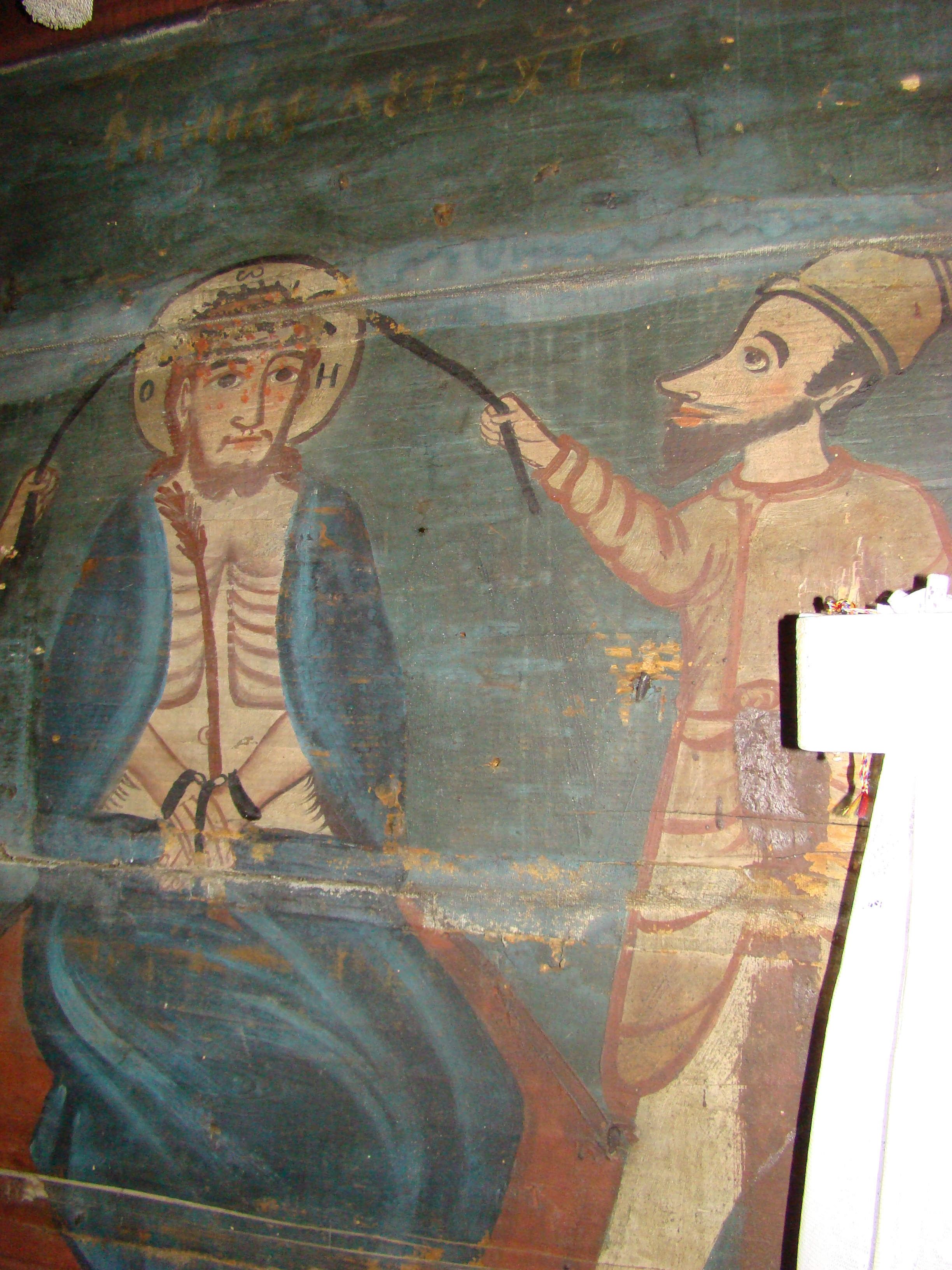
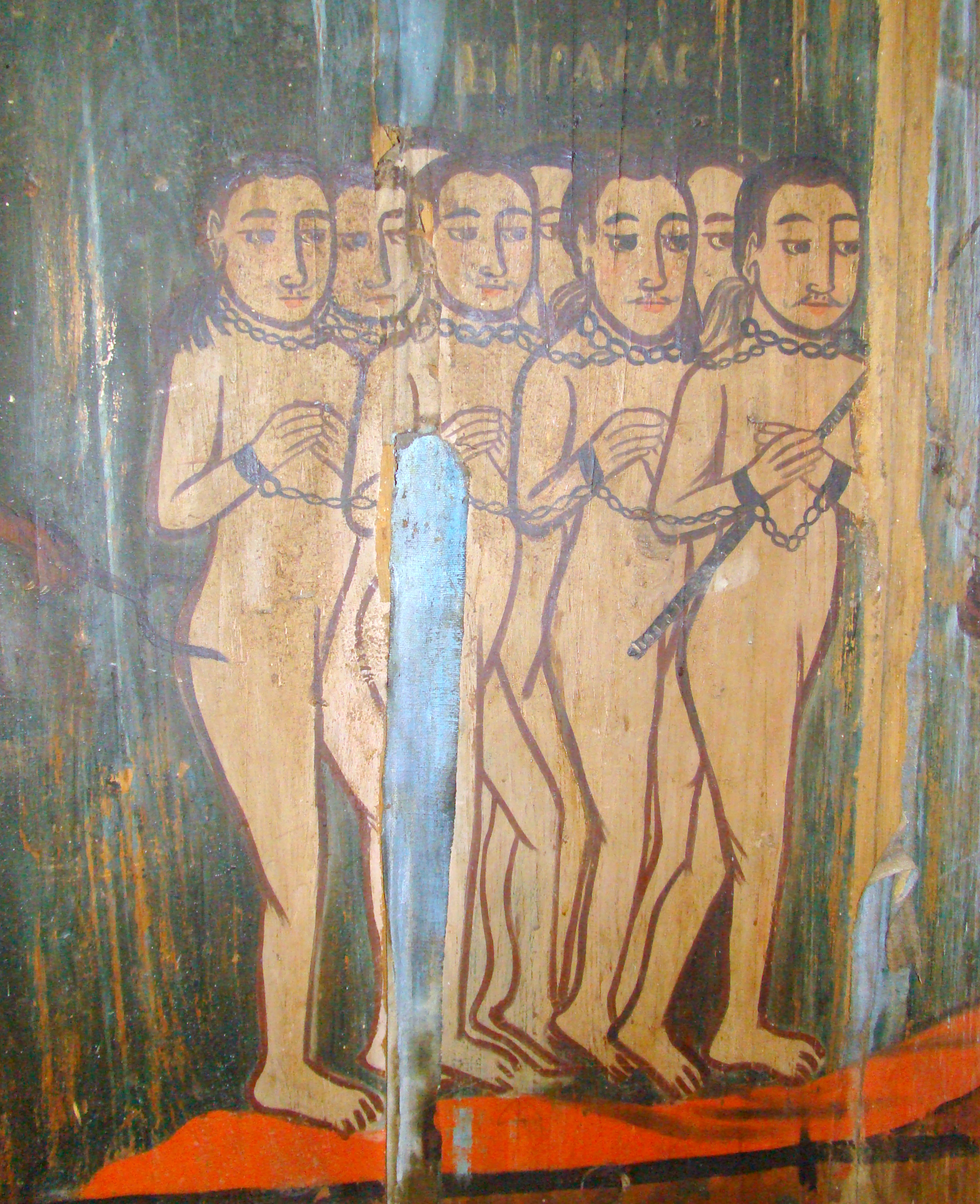
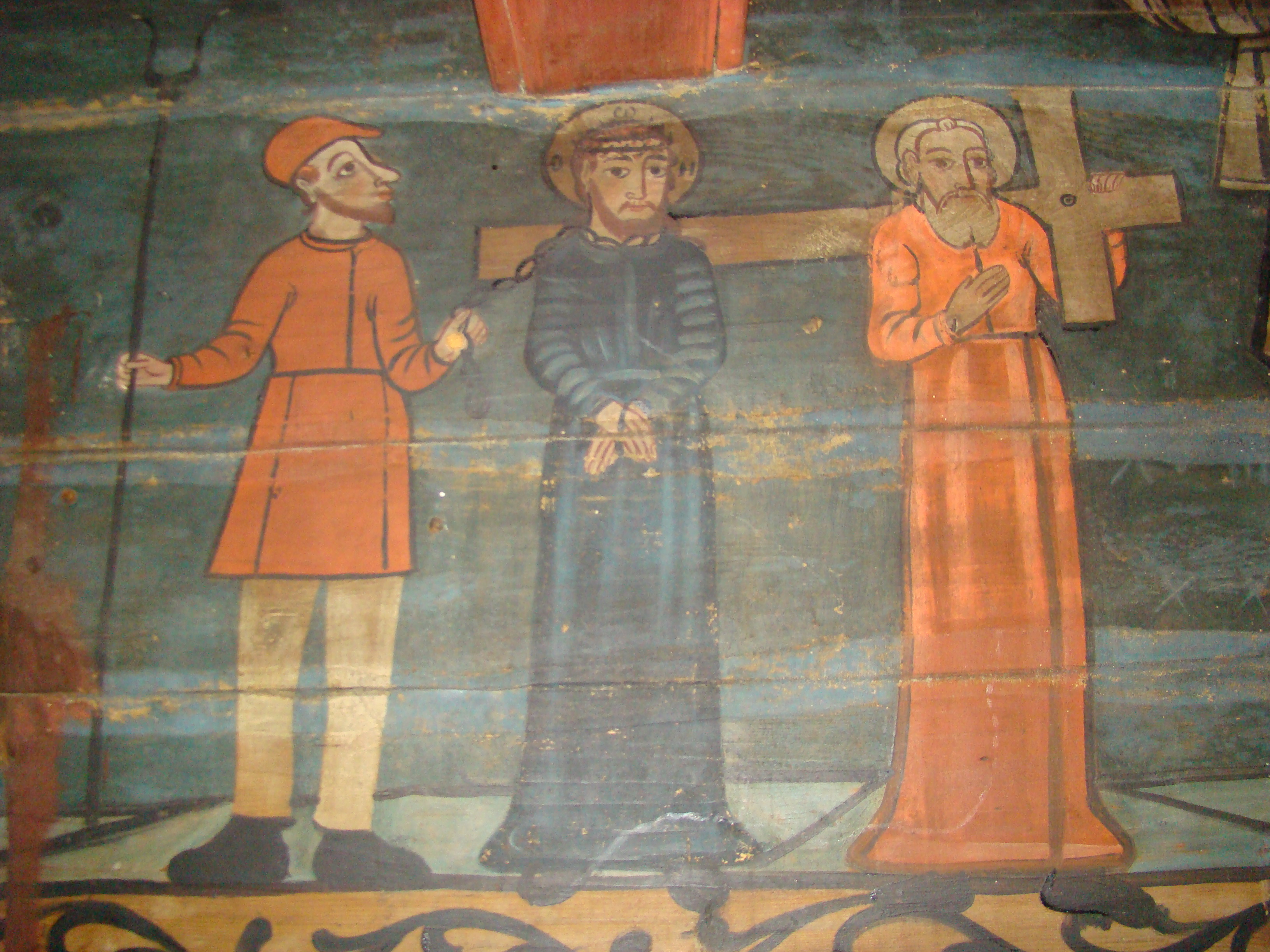